# Gamma Persei
Désignations

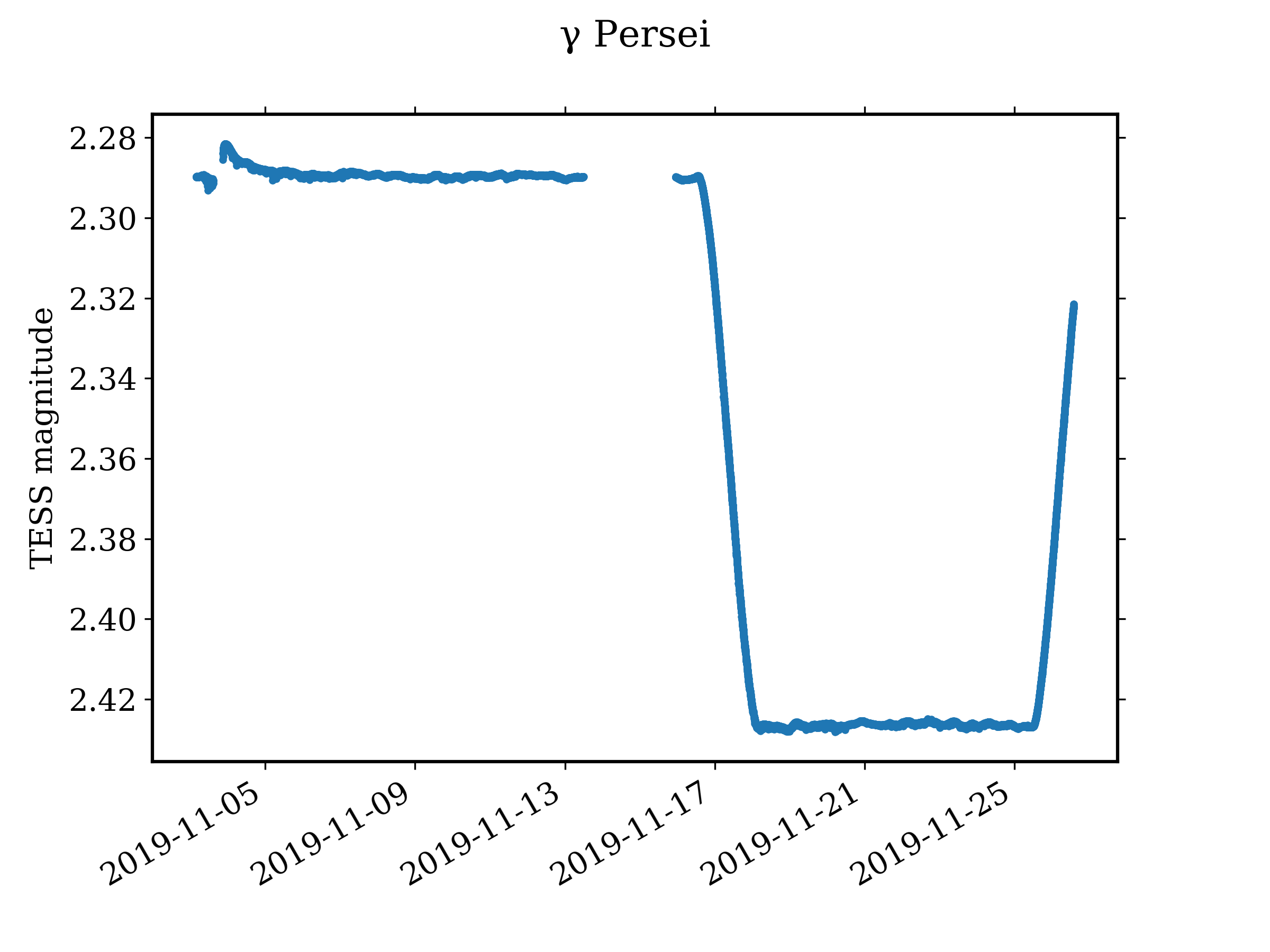
Courbe de lumière de l'éclipse de γ Persei de 2019 enregistrée par le télescope spatial TESS de la NASA.

Gamma Persei (γ Per / γ Persei) est une étoile binaire de troisième magnitude de la constellation de Persée. En astronomie chinoise, elle fait partie de l'astérisme Tianchuan, qui représente un bateau.
Gamma Persei est une étoile binaire à éclipses large avec une période de 5 329,8 jours (soit 14,6 ans). Elle est constituée d'une étoile géante jaune de type spectral G8III et de magnitude 2,91, et d'une compagne blanche plus faible de type A2V et de magnitude 3,00. Le système de Gamma Persei est situé à environ 260 années-lumière de la Terre.